# Dezoxidace

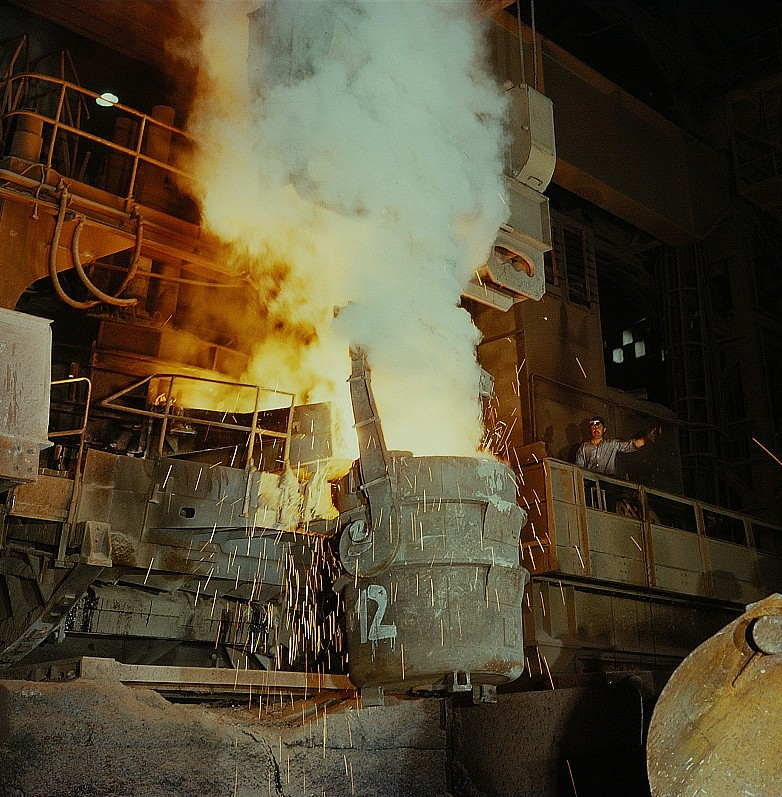
Pánvová metalurgie při výrobě oceli

Dezoxidace je chemická reakce, při které se odstraňuje kyslík. Dezoxidace se využívá především v metalurgii pro snížení objemu kyslíku v kovech, např. při výrobě oceli nebo svařování.

## Nejčastěji používané prvky a sloučeniny pro dezoxidaci v metalurgii
- Ferosilika, feromangany a silicid vápníku – používají se pro výrobu uhlíkových i korozivzdorných ocelí, ale také pro výrobu dalších feroslitin
- mangan – používá se při výrobě a svařování oceli
- karbid křemíku a karbid vápenatý – používají se v pánvové metalurgii při výrobě oceli
- vápník – kromě dezoxidace, lze vápník použít pro odstranění síry a uhlíku železných i neželezných slitin
- titan (prvek) a hliník – používají se při dezoxidaci a pro odstranění dusíku při výrobě oceli sekundární metalurgií
- fosfor a fosfid trimědi – používají se při výrobě bezkyslíkaté mědi
- hexaborid vápníku – používá se pro výrobu bezkyslíkaté mědi, u které se dosahuje vyšší konduktivity než u mědi dezoxidované fosforem
- yttrium – používá se pro dezoxidaci vanadu a jiných neželezných kovů
- zirkon
- hořčík
- uhlík